# 火影忍者疾風傳 激鬥忍者大戰！EX
《火影忍者疾風傳 激鬥忍者大戰！EX》為2007年於Wii遊戲主機平臺上所發行的一款格鬥遊戲。

## 簡介

### 原著
原著漫畫《火影忍者》於集英社發行，漫畫家岸本齊史所著。

### 遊戲模式
主要為單人劇情模式、對戰模式、練習模式。
單人劇情模式由動畫火影忍者疾風傳的劇情開始，中途須經歷28個關卡，最後一戰為漩渦鳴人與宇智波佐助的對決。
對戰模式可選擇一至四人的對戰，單人對戰模式之下，還多出了績分戰、時間戰、生存戰等三種模式。
雙人對戰模式之下，一樣有績分戰、時間戰、生存戰等三種模式
練習模式可選擇一對一練習，一對多練習（組手模式）與結印練習。

## 外部連結
- 日本官方網站[永久]